# آنتونیوس کولنبراندر
آنتونیوس کولنبراندر (انگلیسی: Antonius Colenbrander؛ ۳ مه ۱۸۸۹ – ۲۴ سپتامبر ۱۹۲۹) سوارکار اهل هلند بود.
وی در مسابقات کشوری و بین‌المللی در مجموع برندهٔ ۱ مدال طلا شده‌است.